# Миодраг Радуловачки
Професор др  Миодраг Радуловачки (Параге, 28. април 1933 — Београд, 27. мај 2014) био је амерички професор и научник из области физиологије, српског порекла. Живео је и радио у Чикагу.

## Биографија
Рођен је 28. априла 1933. године, у Парагама у Бачкој, где су му родитељи били учитељи. Основну школу је похађао у Парагама и Хртковцима. У Сремским Карловцима је завршио гимназију, а Медицински факултет у Београду. После студија био је асистент на Институту за физиологију Медицинског факултета у Београду. На Институту за истраживање мозга у Лос Анђелесу провео је годину и по дана, а после тога био три године у Судану где је на Универзитету у Картуму предавао физиологију. После рада у Судану добио је место асистент професора (доцента) на Институту за фармакологију Унверзитета Илиноис, а потом и редовног професора.
Познат је по истраживањима физиологије и патологије спавања. Поставио је 1984. године аденозинску теорију спавања, након чега је почео да се бави истраживањима апнеје или престанка дисања у току спавања. Открића у тој области Радуловачком и његовом колеги Дејвиду Карелију донела су титуле проналазача године 2010. на Универзитету Илиноис.
Инострани је члан Српске академије наука и уметности, почасни доктор Новосадског универзитета, почасни грађанин Сремских Карловаца и почасни члан Академије медицинских наука Српског лекарског друштва.
Као некадашњи ђак Карловачке гимназије, остао је везан за Сремске Карловце, тако да је 2007. године финансирао обнову чесму „Четири лава”, симбола града. Следећи његов потез уследио је 2009. године, када је финансирао обнову фасаде зграде Еколошког центра у влашниству Покрета горана у Улици митрополита Стратимировића 5 и градњу, 2012. године, енергетски ефикасне и самоодрживе зграде у дворишту Еколошког центра. Градњом тог новог крила Еколошког центра, која је у међувремену и понела његово име, ударени су темељи развоја Сремских Карловаца као еколошке топ дестинације.
Преминуо је 26. маја 2014. године у хотелској соби у Београду, пред један од обилазака српских манастира.